# Douglas McWhirter
Douglas S. McWhirter (Erith, 13 de agosto de 1886 - 14 de outubro de 1966) foi um futebolista inglês que competiu nos Jogos Olímpicos de 1912, sendo campeão olímpico.
Douglas McWhirter pela Seleção Britânica de Futebol conquistou a medalha de ouro em 1912, faleceu na Primeira Guerra Mundial. .